# Tecnosexual
El término tecnosexual (del griego τέχνη - technē , "arte, habilidad, oficio" y del latín sexuālis-, "sexual") hace referencia tanto a una tendencia en la moda como a un tipo de fetichismo. Hace referencia a aquellas personas que poseen una fuerte conexión entre la estética y los dispositivos electrónicos.

## Historia
Desde los anales de la historia, la tecnología siempre ha estado presente en los grandes progresos humanos y es parte fundamental del conocimiento colectivo. Sin embargo, como la tecnología constantemente se está innovando, también lo han hecho numerosas terminologías que giran en torno a ella. Tal es el caso del término tecnosexual, que lingüísticamente proviene de las palabras tecnófilo y sexual. Un tecnosexual es una persona que siente atracción por las máquinas, como una especie de fetichismo. Este revolucionario término fue encabezado por el físico y matemático estadounidense Ricky Montalvo, quien definió al tecnosexual como:

"Un Dandy narcisista enamorado no sólo de él, sino también de su estilo de vida urbano y de sus aparatos; un hombre heterosexual que está en contacto con su lado femenino, pero que tiene una afición por la electrónica, especialmente por teléfonos móviles, PDAs, ordenadores, software y la misma web."

Sin embargo, tiempo después el término fue redefinido por Montalvo, y aclaró que no implica una orientación sexual, sino un fetichismo hacia un determinado estilo de vida. No obstante, se dice que Montalvo no fue el pionero del término y que este fue utilizado por primera vez en 1970, ante la pregunta que se generaba por aquellos hombres que sentían una atracción sexual hacia las máquinas, los robots y los androides.[cita requerida]

## Características de un tecnosexual
Principalmente se trata de un hombre preocupado tanto de su alimentación como de su cuerpo, pero que no le da gran importancia al uso de cosméticos y cirugías estéticas. Prefiere emplear todo el tiempo en explorar su ordenador portátil, revisar la agenda electrónica e instalar tanto en su casa como en el carro los más avanzados sistemas de audio. Dada la rapidez con la que el metrosexual ha pasado a ser historia, hay quienes se preguntan si sucederá lo mismo con el tecnosexual, a lo que Ricky Montalvo responde:

"Como la tecnología forma parte intrínseca de la vida del ser humano, el hombre no dejará nunca de ser tecnosexual."

### Ejemplo de un tecnosexual

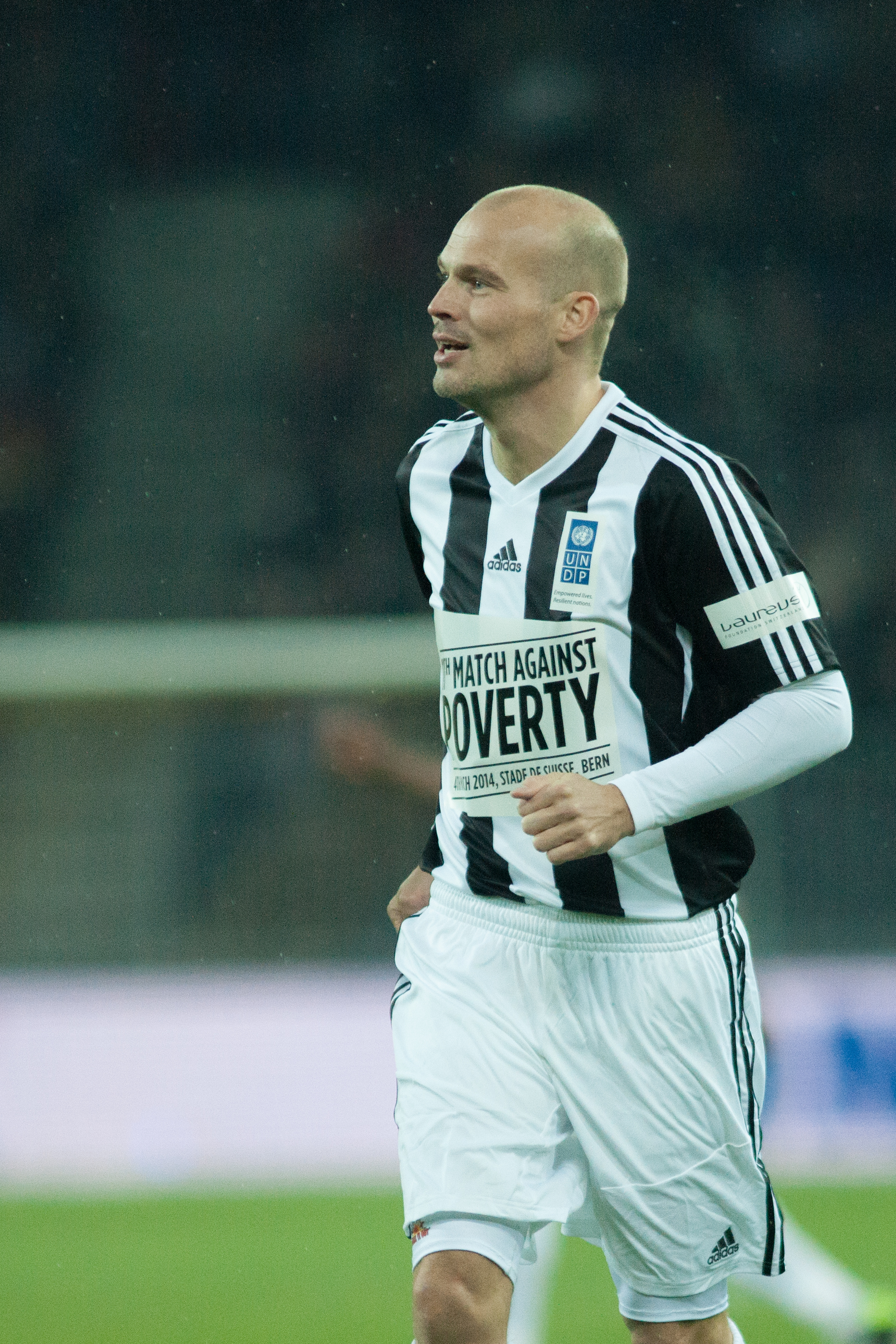
Campaña: "Football against poverty 2014" - Fredrik Ljungberg

Hasta hace poco, el prototipo de hombre "metrosexual" que se siguió fue el del jugador de fútbol David Beckham. Sin embargo, este modelo de hombre empezó a quedarse atrás a partir de un jugador sueco del Arsenal, cuyas características lo perfilaron como el metrosexual moderno o tecnosexual. Fredrik Ljungberg (1977, Suecia) fue protagonista en el 2004 de la sensual campaña de la firma Calvin Klein. Además de cuidar su aspecto físico de manera similar a un metrosexual, estaba actualizado en lo relativo a los avances tecnológicos: fue de los primeros en tener un modernísimo teléfono móvil de tercera generación, mantener su ordenador personal conectado a la red 24 horas al día e ir a las concentraciones deportivas con su reproductor de mp3.[cita requerida]
Algunas compañías han intentado impulsar el uso de este término para vender sus productos. Calvin Klein llegó incluso a registrar el término tecnosexual en el 2005.

## La tecnosexualidad y los negocios
En el transcurso de los últimos años se han venido viendo los cambios dados en el campo de la tecnología, ocasionando no solo mejoras en la calidad de vida sino también nuevas tendencias en esta: es así como se origina el tecnosexual, aquel hombre que vive rodeado de artilugios de vanguardia y que ha llegado al punto de mimarse al extremo femenino.[cita requerida]
El mercado de la tecnología mueve anualmente gran cantidad de dinero; por ejemplo, en el primer semestre de introducción de los eBooks en los Estados Unidos se recaudaron 360 millones de dólares. La demanda continuará creciendo; además, a pesar de la crisis económica, las ventas continuaron estables en países como Argentina, Chile y Perú.[cita requerida]
Otro aspecto importante de resaltar es el crecimiento que ha tenido el campo de los cosméticos; en Chile, el consumo de estos creció un 67%, favorecido por la creación de marcas de cosméticos exclusivas para hombres, las cuales incluyen desodorantes, shampoo, cremas y perfumes, además de la introducción de catálogos exclusivos para varones.[cita requerida]
Vogue destaca al tecnosexual en uno de sus artículos y dice, acerca del nuevo producto para este "nuevo hombre":

Calvin Klein y el gigante cosmético Coty unen sus fuerzas en el lanzamiento de CK in2u, una fragancia para un joven "tecnosexual". De hecho, están tan seguros de que el término va a tener la máxima relevancia que hasta lo han patentado. Su nueva colonia nos habla del amor y el sexo en la red. De cómo Internet ha transformado la forma de comunicarse y una generación que es atrevida físicamente, pero que se protege emocionalmente. Es lo que define el momento tecnosexual.

Ambas empresas han constatado que la nueva generación cada vez invierte menos su dinero en moda y fragancias en favor de la tecnología de la comunicación y la música en la red. La botella de CK in2u - diseñada por Stephen Burks - está hecha de cristal y plástico blanco, a imagen y semejanza del exitoso iPod de Apple. CK in2u - para él y para ella - captura la seducción espontánea de toda una generación que se siente libre gracias a la tecnología. Si CK One se basaba en la comunicación con el grupo, CK be apelaba a una intimidad individual y CK in2u explora las formas nuevas formas de interactuar con otra persona a través de la red.

## Tecnosexuales en Chile
Mucho de los grandes jugadores de fútbol logran cumplir con todos los requisitos para ser un tecnosexual; por ejemplo, Alexis Sánchez, Arturo Vidal y Eduardo Vargas, entre muchos otros. Sin embargo, el término no solo es aplicable al fútbol; también existen tecnosexuales en otros deportes, en la TV e inclusive en la política. En Chile se va imponiendo esta moda y nuevas generaciones surgen a raíz de estas mezclas de belleza y tecnología.[cita requerida]